# Smittoidea livingstonei
Smittoidea livingstonei är en mossdjursart som beskrevs av Powell 1967. Smittoidea livingstonei ingår i släktet Smittoidea och familjen Smittinidae. Inga underarter finns listade i Catalogue of Life.